# Stive Vermaut
Stive Vermaut (né le 22 octobre 1975 à Ostende et mort le 30 juin 2004 à Roulers) est un coureur cycliste belge, professionnel de 1998 à 2002.

## Biographie
Stive Vermaut devient professionnel en 1998 au sein de l'équipe Vlaanderen 2002-Eddy Merckx, après y avoir été stagiaire à la fin de l'année précédente. En 1999, il gagne une étape du Circuit des Mines et se classe sixième du Circuito Montañés et Grand Prix Cholet-Pays de la Loire, neuvième du Tour de l'Avenir, dont il gagne le classement de la montagne, dixième du Grand Prix de Wallonie et du Tour d'Allemagne.
En 2000, il est recruté par l'équipe américaine US Postal Service, dirigée par le Belge Johan Bruyneel. En 2001, il rejoint l'équipe belge Lotto-Adecco. Il participe au Tour de France, qu'il termine à la 36e place.
Souffrant de troubles cardiaques en début de saison 2002, il est contraint d'arrêter préventivement la compétition. Des examens médicaux révèlent qu'il souffre de tachyarythmie et que la partie droite de son cœur est surdéveloppée. Suivant un avis négatif du médecin de l'équipe, il ne peut plus courir chez Lotto. Il est déclaré apte à courir en juillet par un autre spécialiste. Il rejoint en août l'équipe Collstrop-Palmans. Il doit cependant mettre fin à sa carrière de coureur en fin de saison, de nouveaux problèmes étant survenus entretemps.
En juin 2004, Stive Vermaut est transporté inconscient à l'hôpital de Roulers à la suite d'une attaque cardiaque. Il y meurt quelques jours plus tard d'une hémorragie cérébrale consécutive à cette attaque.

## Palmarès
- 1996
  - 5e étape du Tour de la province de Namur
  - De Drie Zustersteden
  - 2e de la Flèche namuroise
- 1997
  - 1re étape du Tour de Lleida
  - 6e étape du Tour de la province de Namur
  - 3e du Tour de Lleida
  - 3e du Mémorial Danny Jonckheere
- 1999
  - 8e étape du Circuit des Mines
  - 2e de la Flèche namuroise
  - 10e du Tour d'Allemagne

## Résultats sur les grands tours

### Tour de France
1 participation
- 2001 : 36e